# Calpaína
As calpaínas representam uma família bem conservada de proteases de cisteína dependentes de cálcio. A atividade da calpaína in vivo é altamente regulada pelas calpastatinas (calpastatin), as calpastatinas inibem especificamente as calpaínas, não inibindo outras proteases de cisteína, através de suas interações com vários sítios das calpaínas. A má regulação das calpaínas pelas calpastatinas está associada a várias desordens patológicas humanas, incluindo distrofia muscular, câncer, doença de Alzheimer, injuria neurológica, diabetes e formação de catarata. Pesquisas recentes estão elucidando as estruturas primárias das calpaína 2 e do domínio regulatório calpaína 4, junto com a descoberta de novos meios de se regular a atividade das calpaínas providenciam novas oportunidades de se desenvolver novos tipos de inibidores da calpaínas. Muitas classes de inibidores do sítio ativo das calpaínas tem sido considerados efetivos contra as calpaínas, e estão sendo avaliados em modelos animais de doenças humanas. Entretanto uma limitação para o uso terapêutico dessa nova classe de inibidores é a especificidade que esses inibidores têm para proteoses de cisteína e outras enzimas proteolíticas. O desenvolvimento de novas classes de inibidores de calpaínas que interagem com domínios fora do sítio catalítico da calpaína podem trazer grande especificidade aos tratamentos terapêuticos.

## Regulação das calpaínas
A regulação das calpaínas inclui uma absoluta dependência de cálcio para a sua atividade e um ph ótimo entre 7 e 8.Calpaínas de várias espécies tem sido recentemente sequenciadas, calpaína I e calpaína II parecem ter distintas subunidades catalíticas de 80 kDa e uma idêntica subunidade regulatória de 30 kDa. Ambas as subunidades (80 e 30 kDa) contêm domínios de calmodulina ligantes de cálcio em seus finais C-terminais, é sugerido que esses domínios conferem às calpaínas a sua sensibilidade ao cálcio.

## Artigos
- [A1 Carragher] Carragher,NO (2006)"Calpain inhibition: a therapeutic strategy targeting multiple disease states".PMID: 16472152 [PubMed - indexed for MEDLINE].